# Dirk Bellemakers
Dirk Bellemakers (Eindhoven, 19 gennaio 1984) è un ex ciclista su strada olandese.

## Palmarès

### Strada
- 2006 (Van Vliet - EBH Advocaten)

Erondegem
Meeùs Race Lierop
- 2008 (Landbouwkrediet-Tönissteiner, una vittoria)

Stadsprijs Geraardsbergen

#### Altri successi
- 2011 (Landbouwkrediet)

St-Elooisprijs di Ruddervoorde

## Piazzamenti

### Grandi Giri
- Giro d'Italia

2013: 110º

### Classiche monumento
- Parigi-Roubaix

2008: ritirato
- Liegi-Bastogne-Liegi

2009: ritirato
2010: 126º
2011: 55º
2012: 66º
- Giro di Lombardia

2013: 53º